# رنگینک یال‌سفید
رنگینک یال‌سفید (نام علمی: Corapipo altera) نام یک گونه از سرده رنگینک‌های پرشی است.